# Лейкпорт (Техас)
Лейкпорт (англ. Lakeport) — місто (англ. city) в США, в окрузі Грегг штату Техас. Населення — 976 осіб (2020).

## Географія
Лейкпорт розташований за координатами 32°24′18″ пн. ш. 94°42′37″ зх. д. / 32.40500° пн. ш. 94.71028° зх. д. (32.405054, -94.710171).  За даними Бюро перепису населення США в 2010 році місто мало площу 4,12 км², уся площа — суходіл.

## Демографія
Згідно з переписом 2010 року, у місті мешкали 974 особи в 368 домогосподарствах у складі 271 родини. Густота населення становила 237 осіб/км².  Було 389 помешкань (95/км²).
Расовий склад населення:
| - 53,2 % — чорних або афроамериканців - 37,1 % — білих - 1,0 % — азіатів - 0,4 % — корінних американців - 6,2 % — осіб інших рас |

До двох чи більше рас належало 2,2 %. Частка іспаномовних становила 13,9 % від усіх жителів.
За віковим діапазоном населення розподілялося таким чином: 26,2 % — особи молодші 18 років, 61,1 % — особи у віці 18—64 років, 12,7 % — особи у віці 65 років та старші. Медіана віку мешканця становила 36,5 року. На 100 осіб жіночої статі у місті припадало 89,1 чоловіків;  на 100 жінок у віці від 18 років та старших — 89,2 чоловіків також старших 18 років.
Середній дохід на одне домашнє господарство  становив 59 055 доларів США (медіана — 48 125), а середній дохід на одну сім'ю — 68 087 доларів (медіана — 62 692). За межею бідності перебувало 15,2 % осіб, у тому числі 13,8 % дітей у віці до 18 років та 21,6 % осіб у віці 65 років та старших.
Цивільне працевлаштоване населення становило 523 особи. Основні галузі зайнятості: освіта, охорона здоров'я та соціальна допомога — 26,2 %, виробництво — 15,9 %, транспорт — 13,8 %.